# غارفيلد فينلاي
غارفيلد فينلاي (بالإنجليزية: Garfield Finlay)‏ هو ضابط أسترالي، ولد في 7 سبتمبر 1893 في Glebe, New South Wales ‏ في أستراليا، وتوفي في 1961.